# 55e bataillon de chasseurs mitrailleurs indigènes coloniaux
Pour les articles homonymes, voir Bataillon de marche indochinois (homonymie) et 55e bataillon.
Le 55e bataillon de chasseurs mitrailleurs indigènes coloniaux (55e BCMIC) est une unité de soldats indochinois formée en France en 1924. En garnison à Bitche, l'unité est engagée dans la guerre du Rif au Maroc puis forme un bataillon de marche envoyée en Extrême-Orient.

## Création et différentes dénominations
- 1923 : formation du 45e bataillon de chasseurs mitrailleurs indigènes coloniaux (45e BCMIC)
- 1924 : renommé 55e bataillon de chasseurs mitrailleurs indigènes coloniaux (55e BCMIC)
- 1926 : formation du 55e bataillon de marche indochinois (55e BMI)
- 1928 : dissolution du dépôt du 55e BCMIC
- 1929 : dissolution du 55e BMI
- 1940 : formation du 55e bataillon de mitrailleurs d’infanterie coloniale (55e BMIC) puis dissolution

## Historique

### Entre-deux-guerres
Le 45e bataillon de chasseurs mitrailleurs indigènes coloniaux est formé à Bitche le 1er mars 1923. Il est formé de tirailleurs malgaches,. Ces derniers sont remplacés par des Tonkinois en 1924 et le bataillon est renommé 55e bataillon de chasseurs mitrailleurs indigènes coloniaux,.
En 1925, le bataillon est envoyé au Maroc. Débarqué à Casablanca le 24 août, il est envoyé dans la vallée de l'Ouergha en septembre. Une section du bataillon est notamment engagée le 3 octobre à Meziat (région de Taounate) pour dégager des chasseurs alpins victimes d'une embuscade. Le 5, les Indochinois du poste de Moulay Aïn Djenane repousse une attaque malgré la mort de leur capitaine. Le bataillon hiverne dans le Rif et, au printemps 1926, est engagé dans une opération offensive vers M'Tioua. Il revient ensuite à Bitche.

« Pendant plus d'un an, sous les ordres du lieutenant-colonel Frech, puis du commandant Baudin, cette belle unité a rendu les plus précieux services, se faisant remarquer par sa discipline, ses qualités de travail, son habileté dans l'organisation, Aussi bien dans la défensive à Ain-Aïcha, à Taounat, au Djebel-Messaoud en 1925 que dans l'offensive à
Bou-Redou, Habdaba et Bou-Ouda en 1926, elle a rempli avec succès les missions qui lui ont été confiées. [...] »

— Général Daugan
En 1927, le bataillon est envoyé en Chine sous le nom de 55e bataillon de marche indochinois (ou 55e bataillon de marche d'Extrême-Orient). Destiné à renforcer le corps d'occupation de Chine dans le contexte du déclenchement de la guerre civile chinoise, le bataillon débarque dans le Pétchili le 16 juillet. Il rejoint le Tonkin en avril 1929 et est dissous le 8 avril.
Le dépôt du 55e BCMIC, resté à Bitche, est dissous fin 1928.

### Seconde Guerre mondiale
Le 55e bataillon de mitrailleurs d’infanterie coloniale (55e BMIC) est recréé à Carcassonne le 5 juin 1940 à partir des rescapés européens de la 52e demi-brigade de mitrailleurs indigènes coloniaux disloquée au début de la bataille de France et de recrues arrivées d'Indochine (effectif de 500 hommes dont deux officiers indochinois). Rattachée à la 237e division légère d'infanterie, l'unité est capturée le 22 juin.

## Chefs de corps
- 1925 : colonel Fresch[6]
- 1926 : chef de bataillon Baudin[6]
- 1940 : chef de bataillon Reben[12]